# Begonia fruticosa
Begonia fruticosa é uma espécie da flora de Brasil pertencente à família Begoniaceae. 

## Taxonomia
Begonia fruticosa foi nomeada por o botânico franco-suíço Alphonse Pyrame de Candolle, descrito em Flora Brasiliensis, 4(1): 377, e publicado em 1861.

## Conservação
O Governo do Estado do Espírito Santo incluiu em 2005 B. fruticosa em sua primeira lista de espécies ameaçadas de extinção, por intermédio do Decreto nº 1.499-R, classificando-a como uma espécie "Vulnerável" (VU).